# Polystichum minutissimum
Polystichum minutissimum är en träjonväxtart som beskrevs av L.B.Zhang och H.He. Polystichum minutissimum ingår i släktet Polystichum och familjen Dryopteridaceae. Inga underarter finns listade.